# Klauwnagel

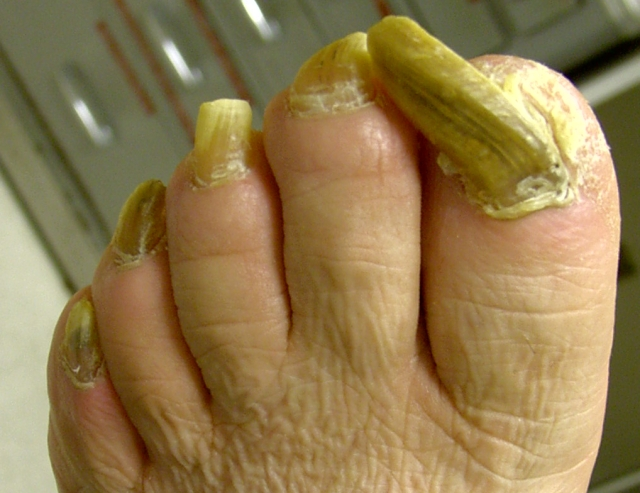
Klauwnagels

Klauwnagels of ramshoornnagels (onychogrypose (NL) of onychogryposis (L) van onyx = nagel; grupos = krom De spelling -gryfose/-gryphosis is onjuist) zijn vergroeiingen van de nagels, meestal van de grote teennagels. De nagels zijn verdikt met vele groeven en ribbels en hebben een vale geel-bruinekleur. Doordat ze aan een kant sneller groeien gaan ze krom staan. Ze ontstaan vaak na een verwonding of door constante druk bij niet goed passende schoenen. Soms gaat het gepaard met een schimmelinfectie.